# Loch Dee
Loch Dee ist ein Süßwassersee in der schottischen Council Area Dumfries and Galloway.

## Beschreibung
Der Loch Dee liegt im weitgehend unbesiedelten Galloway Forest Park in den Southern Uplands jeweils rund 16 Kilometer westlich von New Galloway und St John’s Town of Dalry und nordöstlich von Newton Stewart. Den See umgeben der 674 Meter hohe Curleywee im Südwesten, der 531 Meter hohe Craiglee im Westen sowie der 656 Meter hohe Millfore im Südosten, dessen Nebenkuppen sich entlang der Ostflanke des Loch Dee erstrecken. Innerhalb von fünf Kilometern befinden sich die Seen Loch Trool, Loch Valley und Loch Neldricken sowie die kleineren Long Loch of Glenhead und Round Loch of Glenhead. Diese entwässern allesamt über den Cree in den Solway Firth. Von den umgebenden Hügeln fließen dem Loch Dee verschiedene Bäche zu. Der Loch Dee liegt am Südrand des Loch-Doon-Komplexes, einer von vier Komplexen eingeschossenem magmatischen Granits in silurischem Sedimentgestein.
Der See ist nicht durch Straßen erschlossen. Die nächstgelegene Straße ist die rund sieben Kilometer südöstlich verlaufende A712. Nahe dem Südufer des Loch Dee verläuft der Fernwanderweg Souther Upland Way. Der Loch Dee ist jedoch über Waldwege mit dem Auto erreichbar.
Der Loch Dee liegt auf einer Höhe von 225 Metern. Er weist eine Länge von 1,9 Kilometern bei einer maximalen Breite von 810 Metern auf. Aus seiner Fläche von 100 Hektar und der mittleren Tiefe von 4,3 Meter ergeben sich ein Volumen von rund 4,28 Mio. Kubikmeter und ein Umfang von sechs Kilometern. Der tiefste Punkt des Sees befindet sich 14 Meter unterhalb des Seespiegels. Das Einzugsgebiet des Loch Dee bedeckt 15,71 Quadratkilometer und erstreckt sich vornehmlich nach Süden. Es umfasst im Wesentlichen Gras- (49 %) und Waldflächen (24 %), während Grundwasser rund 6 % des Zuflusses ausmacht. Von seinem Nordostufer fließt der 61 Kilometer lange Dee (der Oberlauf wird auch manchmal Black Water of Dee bezeichnet) ab, der in den Solway Firth entwässert.
Der Forellenbestand des Loch Dee ermöglicht Freizeitangeln.